# Свитын
Свитын (укр. Світин) — село на Украине, находится в Житомирском районе Житомирской области.
Код КОАТУУ — 1822085603. Население по переписи 2001 года составляет 397 человек. Почтовый индекс — 10031. Телефонный код — 412. Занимает площадь 1,187 км².

## Адрес местного совета
12402, Житомирская область, Житомирский р-н, с.Олиевка, ул.Щорса, 68